# Município de York (condado de Athens, Ohio)
O município de York (em inglês: York Township) é um município localizado no condado de Athens no estado estadounidense de Ohio. No ano de 2010 tinha uma população de 7.761 habitantes e uma densidade populacional de 80,24 pessoas por km².

## Geografia
O município de York encontra-se localizado nas coordenadas 39° 25′ 51″ N, 82° 14′ 12″ O. Segundo a Departamento do Censo dos Estados Unidos, o município tem uma superfície total de 96,72 km², da qual 95,58 km² correspondem a terra firme e (1,18%) 1,14 km² é água.

## Demografia
Segundo o censo de 2010, tinha 7.761 habitantes residindo no município de York. A densidade populacional era de 80,24 hab./km². Dos 7.761 habitantes, o município de York estava composto pelo 95,28% brancos, o 2.15% eram afroamericanos, o 0,41% eram amerindios, o 0,24% eram asiáticos, o 0,05% eram insulares do Pacífico, o 0,32% eram de outras raças e o 1,53% pertenciam a duas ou mais raças. Do total da população o 1,17% eram hispanos ou latinos de qualquer raça.